# 2003 SQ222
2003 SQ222 è un meteoroide che alle 22:56 UTC del 27 settembre 2003 transitò entro una distanza di 80.000 km dalla superficie terrestre, equivalenti a 13,24 raggi terrestri dal centro del pianeta.
Alla data della scoperta, confermata a posteriori il 1º ottobre 2003, divenne l'oggetto con il passaggio più radente alla superficie tra quelli censiti dall'MPC,, superando 1994 XM1 transitato il 9 dicembre 1994. Il 18 marzo 2004 il primato gli fu strappato da 2004 FH che transitò più vicino alla Terra di quasi 30.000 km.
In paragone, i satelliti geostazionari orbitano a 5,6 raggi terrestri, i satelliti GPS a 3,17 raggi terrestri dal centro del pianeta e la distanza Terra-Luna è di oltre 50 raggi terrestri.
2003 SQ222 è stato osservato 17 volte in 4 giorni finché non fu più possibile seguirlo oltre. Non vi sono immagini che ne attestino una pre-scoperta. Tuttavia la sua orbita fu calcolata con buona approssimazione.
2003 SQ222 è stato stimato di solo 5 metri di diametro. Questo significa che sarebbe bruciato a causa della frizione atmosferica prima di un eventuale impatto al suolo. Gli oggetti con meno di 50 metri di diametro sono generalmente classificati come meteoroidi piuttosto che come asteroidi.